# NGC 3524
NGC 3524 (również PGC 33604 lub UGC 6158) – galaktyka spiralna (S0-a), znajdująca się w gwiazdozbiorze Lwa. Odkrył ją William Herschel 11 marca 1784 roku.